# Wolskie
Wolskie – wieś w Polsce położona w województwie mazowieckim, w powiecie warszawskim zachodnim, w gminie Ożarów Mazowiecki. Ma status sołectwa.
Wierni Kościoła rzymskokatolickiego należą do parafii św. Antoniego w Łaźniewie.
Wieś szlachecka Wola Sękowa położona była w drugiej połowie XVI wieku w powiecie błońskim ziemi warszawskiej województwa mazowieckiego. W latach 1975–1998 miejscowość administracyjnie należała do województwa warszawskiego.
Według stanu w 2021 sołectwo liczyło 255 mieszkańców.